# Parafia św. Brata Alberta w Żorach Kleszczówce
Parafia św. Brata Alberta w Żorach Kleszczówce – katolicka parafia w dekanacie żorskim, istniejąca od 5 marca 2000 roku jako parafia tymczasowa. Kościół poświęcił abp Damian Zimoń w 2004 roku i erygował parafię pełnoprawną. Budowę kościoła prowadził ks. Piotr Krawiec.